# Juglangan
Juglangan is een bestuurslaag in het regentschap Situbondo van de provincie Oost-Java, Indonesië. Juglangan telt 3265 inwoners (volkstelling 2010).